# Pierre Villeneuve
Pierre Villeneuve, francoski admiral, * 31. december 1763, † 22. april 1806.